# Kwiecko
Kwiecko – jezioro w Polsce, położone w województwie zachodniopomorskim, w powiecie koszalińskim, w gminie Polanów, w pobliżu miejscowości Żydowo.

## Opis
Jezioro stanowi dolny zbiornik elektrowni szczytowo-pompowej „Żydowo”.
Nazwę Kwiecko wprowadzono urzędowo w 1948 roku, zastępując poprzednią niemiecką nazwę jeziora – Nieder See.